# 스테아르산
스테아르산(영어: stearic acid)은 18개의 탄소로 구성된 포화 지방산이고, IUPAC 이름은 옥타데칸산(영어: octadecanoic acid)이다. 왁스 같은 고체이고 화학식은 다음과 같다: CH3(CH2)16COOH(시성식), C18H36O2(분자식). 스테아르산의 이름은 수지(짐승 기름)를 의미하는 그리스어 στέαρ "stéar"에서 유래되었다. 스테아르산의 염 및 에스터(에스테르)는 스테아레이트라 불린다. 스테아르산은 팔미트산 다음으로 자연계에서 발견되는 가장 일반적인 포화 지방산 중 하나이다. 스테아르산 3분자로부터 유도되는 트라이글리세라이드는 스테아린이라고 한다.

## 생산
스테아르산은 뜨거운 물(약 100°C)을 사용하여 트라이글리세라이드의 비누화에 의해 지방 및 오일로부터 얻는데 이어서, 생성된 혼합물을 증류시킨다.  정제된 스테아르산을 이용할 수 있지만, 상업용 스테아르산은 보통 스테아르산과 팔미트산의 혼합물이다.
|  |

스테아르산이 풍부한 지방과 오일은 식물성 지방(일반적으로 5% 미만)보다 동물성 지방(30% 까지)에 더 풍부하다. 중요한 예외는 코코아 버터와 시어버터이며, 스테아르산 함량(트라이글리세라이드 로)은 28~48%이다.
생합성 과정에서 스테아르산은 아세틸-CoA가 2탄소 단위를 제공하는 지방산의 합성 과정을 통해 탄수화물로부터 생성된다.

## 용도
일반적으로 스테아르산의 활용은 금속 양이온에 부착될 수 있는 극성 머리 부분과 유기 용매에 용해성을 가진 비극성 사슬의 양친매적인 성질을 이용한다. 이러한 양친매성으로 인해 계면활성제 및 연화제로 사용된다. 스테아르산은 포화 지방산의 전형적인 반응을 거치며, 한 가지 주목할만한 것은 스테아릴 알코올로의 환원 및 다양한 알코올로의 에스터화이다. 이것은 단순한 제품에서 복잡한 전자 장비에 이르기까지 다양한 제조업체에서 사용된다.

### 비누, 화장품, 세제
스테아르산은 주로 샴푸, 면도 크림 제품과 같은 세제, 비누 및 화장품의 생산에 사용된다. 비누는 스테아르산으로부터 직접적으로 제조된 것이 아니라, 스테아르산 에스터로 구성된 트라이글리세라이드의 비누화에 의해 간접적으로 제조된다. 에틸렌 글라이콜, 글라이콜 스테아레이트, 글라이콜 디스테아레이트를 포함하는 스테아르산 에스터는 샴푸, 비누 및 기타 화장품에 진주 효과를 내기 위해 사용된다. 이들은 용해된 형태로 제품에 첨가되고, 통제된 조건하에서 결정화될 수 있다. 세제는 스테아르산의 아마이드 및 4차 알킬암모늄 유도체로부터 얻어진다.

### 윤활제, 연화제 및 이형제
비누의 주성분인 나트륨 염은 부드러운 질감을 가지고 있으며, 다른 염들도 또한 윤활 특성에 대해서 유용하다. 리튬 스테아레이트는 그리스의 중요한 성분이다. 아연, 칼슘, 카드뮴 및 납의 스테아르산 염은 PVC를 부드럽게 하는데 사용된다. 스테아르산은 섬유공업의 사이징에서 연화제를 준비하기 위해 피마자유와 함께 사용된다. 이들은 가열되고, 수산화 칼륨 또는 가성소다와 혼합된다. 관련된 염들은 자동차 타이어 생산 과정에서 이형제로 사용된다.

### 틈새적 용도
저렴하게 이용할 수 있고, 화학적으로 양성이므로 스테아르산은 회 반죽 주형 또는 폐 주형에서 석고 주물을 만들고, 반죽된 점토로부터 주형을 만드는 것과 같은 많은 틈새적 용도를 가진다. 이러한 용도에서 스테아르산 분말을 물에 타서 현탁액을 만든 후에 주물의 이형된 표면에 현탁액을 바른다. 이것은 석고의 칼슘과 반응하여 이형제 역할을 하는 칼슘 스테아레이트의 얇은 층을 형성한다. 스테아르산이 아연과 반응하면 아연 스테아레이트를 형성하며 패닝할 때 플레잉 카드의 부드러운 움직임을 위한 윤활제(패닝 파우더)로 사용된다. 압착해서 만드는 과자에서 과자가 주형에 달라 붙지 않도록 하는 윤활제로 사용된다.
스테아르산은 납 축전지 제조시 음극판 첨가제로도 사용된다. 이는 페이스트를 제조하는 동안 산화물 1 kg 당 0.6 g의 비율로 첨가된다. 이것은 특히 건식 충전 과정 중에 음극판의 소수성을 향상시키는 것으로 생각된다. 또한 탱크 형성 과정 후에 개방된 환경에서 판이 건조되도록 유지될 때 새로이 형성된 납(음극 활성 물질)의 산화 확장을 감소시킨다. 결과적으로 초기 충진 및 충전 동안 배터리의 충전 시간은 스테아르산 첨가제를 함유하지 않은 판으로 조립된 배터리에 비해 비교적 낮다.
오래전부터 지방산은 양초 제조 과정에서 필요한 성분이었다. 스테아르산은 단순당 또는 옥수수 시럽과 함께 사탕 제조에서 경화제로 사용된다.
스테아르산은 식이 보조 제품 생산에 사용된다.
스테아르산은 종종 불꽃놀이에서 알루미늄 및 철과 같은 금속 분말을 코팅하는데 사용된다. 이는 산화를 방지하여 구성 물질들을 보다 오랜 시간동안 저장할 수 있게 한다.
스테아르산은 세라믹 분말의 사출 성형 및 압축 공정에서 일반적인 윤활제이다. 또한 석재 몰드에서 구워지는 폼 라텍스의 이형제로 사용된다.

## 물질대사
인체에서 동위원소 표지 연구에 따르면 산화되어 올레산으로 불포화되는 스테아르산이 팔미톨레산으로 불포화되는 팔미트산보다 2.4배 높다는 결론이 나왔다. 또한 스테아르산은 콜레스테릴 에스터에 포함될 가능성이 적다. 역학 및 임상 연구에서 스테아르산은 다른 포화 지방산들과 비교했을 때 LDL 콜레스테롤을 낮추는 것과 관련이 있는 것으로 나타났다.

## 같이 보기
- 마그네슘 스테아레이트
- 나트륨 스테아레이트